# Aarbog for Bogvenner
Aarbog for Bogvenner (1917-1925) var en dansk årlig publikation, redigeret af Svend Dahl. Årbogen indeholdt artikler og afhandlinger om bog- og bibliotekshistorie samt årlige oversigter over danske bogauktioner, udarbejdet af Herman Johannes Vilhelm Lynge. Den udkom med 9 årgange 1917-25.

## Rferencer
1. ↑  Erik Dahl: Nordisk Leksikon for Bogvæsen. Bd. 1. 1951, s. 2